# Бодетт (Міннесота)
Бодетт (англ. Baudette) — місто (англ. city) в США, в окрузі Лейк-оф-те-Вудс штату Міннесота. Населення — 966 осіб (2020).

## Географія
Бодетт розташований за координатами 48°42′44″ пн. ш. 94°35′31″ зх. д. / 48.71222° пн. ш. 94.59194° зх. д. (48.712267, -94.591807).  За даними Бюро перепису населення США в 2010 році місто мало площу 12,07 км², з яких 11,00 км² — суходіл та 1,07 км² — водойми.

### Клімат
| Клімат : Бодетт                     | Клімат : Бодетт | Клімат : Бодетт | Клімат : Бодетт | Клімат : Бодетт | Клімат : Бодетт | Клімат : Бодетт | Клімат : Бодетт | Клімат : Бодетт | Клімат : Бодетт | Клімат : Бодетт | Клімат : Бодетт | Клімат : Бодетт | Клімат : Бодетт |
| Показник                            | Січ.            | Лют.            | Бер.            | Квіт.           | Трав.           | Черв.           | Лип.            | Серп.           | Вер.            | Жовт.           | Лист.           | Груд.           | Рік             |
| Абсолютний максимум, °C             | 10,0            | 15,0            | 23,9            | 32,8            | 35,6            | 37,8            | 39,4            | 38,3            | 35,0            | 30,0            | 23,9            | 12,2            | 39,4            |
| Середній максимум, °C               | −10,6           | −4,4            | 2,2             | 11,7            | 19,4            | 23,9            | 26,7            | 25,0            | 19,4            | 12,2            | 0,6             | −7,2            | 10,0            |
| Середній мінімум, °C                | −21,7           | −19,4           | −11,1           | −1,7            | 5,6             | 10,6            | 13,3            | 12,2            | 6,7             | 1,1             | −7,8            | −17,8           | −2,4            |
| Абсолютний мінімум, °C              | −45             | −43,9           | −42,8           | −28,3           | −24,4           | −6,7            | 2,2             | −2,2            | −7,8            | −22,2           | −33,9           | −42,8           | −45             |
| Норма опадів, мм                    | 14              | 10              | 17              | 30              | 67              | 94              | 86              | 85              | 68              | 54              | 28              | 15              | 567             |
| Днів з дощем                        | 5,6             | 4,4             | 5,5             | 6,0             | 9,8             | 11,9            | 10,4            | 9,6             | 10,1            | 8,8             | 6,6             | 5,9             | 94,6            |
| Днів зі снігом                      | 5               | 3,5             | 2,6             | 1,1             | 0               | 0               | 0               | 0               | 0,1             | 0,6             | 4,5             | 5,2             | 22,6            |
| ----------------------------------- | --------------- | --------------- | --------------- | --------------- | --------------- | --------------- | --------------- | --------------- | --------------- | --------------- | --------------- | --------------- | --------------- |
| Джерело: Climatography Baudette, MN |                 |                 |                 |                 |                 |                 |                 |                 |                 |                 |                 |                 |                 |

## Демографія
Згідно з переписом 2010 року, у місті мешкало 1106 осіб у 489 домогосподарствах у складі 273 родин. Густота населення становила 92 особи/км².  Було 577 помешкань (48/км²).
Расовий склад населення:
| - 94,4 % — білих - 0,8 % — азіатів - 0,7 % — корінних американців - 0,1 % — чорних або афроамериканців |

До двох чи більше рас належало 3,4 %. Частка іспаномовних становила 1,8 % від усіх жителів.
За віковим діапазоном населення розподілялося таким чином: 23,5 % — особи молодші 18 років, 54,3 % — особи у віці 18—64 років, 22,2 % — особи у віці 65 років та старші. Медіана віку мешканця становила 46,1 року. На 100 осіб жіночої статі у місті припадало 86,2 чоловіків;  на 100 жінок у віці від 18 років та старших — 85,5 чоловіків також старших 18 років.
Середній дохід на одне домашнє господарство  становив 40 785 доларів США (медіана — 34 130), а середній дохід на одну сім'ю — 55 770 доларів (медіана — 49 722). За межею бідності перебувало 12,7 % осіб, у тому числі 6,9 % дітей у віці до 18 років та 6,0 % осіб у віці 65 років та старших.
Цивільне працевлаштоване населення становило 446 осіб. Основні галузі зайнятості: освіта, охорона здоров'я та соціальна допомога — 28,7 %, мистецтво, розваги та відпочинок — 20,2 %, виробництво — 16,8 %.